# Thunnus albacares
El atún de aleta amarilla, atún claro o atún blanco (nombres comerciales) o rabil (Thunnus albacares) es un tipo de atún que se encuentra en las aguas abiertas de mares tropicales y subtropicales por todo el mundo, aunque ausente del Mediterráneo. Es un pez epipelágico que habita en los 100 primeros metros de la columna de agua. Su tamaño puede llegar a los 239 cm de longitud y 200 kg de peso. También es conocido por su nombre hawaiano "ahí". El atún de aleta amarilla se ha convertido en un eficaz sustituto del atún de aleta azul, cuyas poblaciones se han visto severamente reducidas.

## Descripción
Es un pez de cuerpo fusiforme, más estilizado que otros atunes. Tanto la cabeza como sus ojos son pequeños, y la segunda aleta dorsal y la anal son las más largas de todos los atunes; durante su madurez alcanzan mayor tamaño. Posee vejiga natatoria. Se observan de 26 a 35 dentículos en el primer arco branquial. Sus aletas pectorales suelen sobrepasar el nacimiento de la segunda aleta dorsal, pero no van más allá del final de su base.
En la zona dorsal posee bandas laterales de color azul y amarillo. En la zona inferior y ventral es de color plata, presentando cadenas de rayas verticales alternadas con puntos. La segunda aleta dorsal y la anal son de color amarillo. Las pínnulas son amarillo limón con los bordes negros. Estos toques amarillos le dan nombre a la especie.
La segunda aleta dorsal y la aleta anal son tan brillantemente amarillas que dan su nombre común. Estas pueden ser muy largas en especímenes maduros, como son las aletas pectorales. El cuerpo principal es azul muy oscuro, metálico, cambiándose a plateado sobre el vientre, que tiene aproximadamente veinte líneas verticales.
Internamente, una característica que lo diferencia de otros túnidos (T. obesus, T. thynnus) del mismo tamaño es que la superficie ventral del hígado es lisa y con el lóbulo derecho mayor que los otros dos lóbulos, a diferencia de los otros túnidos en los que el hígado tiene estriaciones y los tres lóbulos son aproximadamente de la misma longitud. El rabil comparte esa característica con el atún de aleta negra (T. atlanticus) y con el atún tongol (T. tonggol).
Los aleta amarilla tienden a hacer cardumenes con peces del mismo tamaño, incluyendo otras especies de atún, los ejemplares más grandes a menudo son vistos con delfines, marsopas, ballenas y tiburones ballena. Los aleta amarilla comen otros peces, crustáceos y  calamares (teutófago).

## Hábitat y distribución
Su hábitat habitual son las aguas cálidas, siendo la especie de atún más tropical. Abunda en las aguas tropicales del Atlántico. Los ejemplares más jóvenes suelen formar grandes bancos cerca de la superficie, mientras que los adultos prefieren las profundidades, aunque en ciertos casos se les ve cerca de la superficie. Estos bancos suelen mezclarse con otras especies, principalmente atunes listados y los patudos.
Suelen alcanzar la madurez sexual cuando llegan a una longitud de aproximadamente 40 cm, siendo la puesta a lo largo de todo el año, en las principales zonas donde habita (entre los 15º N y los 15º Latitud Sur), incluido el Golfo de México.

## Conservación
Las diferentes organizaciones pesqueras multilaterales (ICCAT, IATTC, IOTC, WCPFC) toman medidas anuales con respecto al volumen de capturas para evitar su sobreexplotación en los distintos océanos.

## Comercio
Las flotas industriales capturan rabil principalmente con redes de cerco y palangre de superficie. Las flotas artesanales y semiindustriales también utilizan las líneas. El pescado principalmente es vendido en la forma congelada o enlatada, pero es también popular como sashimi.

## Deporte
El rabil es un pez popular en la pesca deportiva de altura y es apreciado por su velocidad y fuerza durante la lucha.

## Usos culinarios

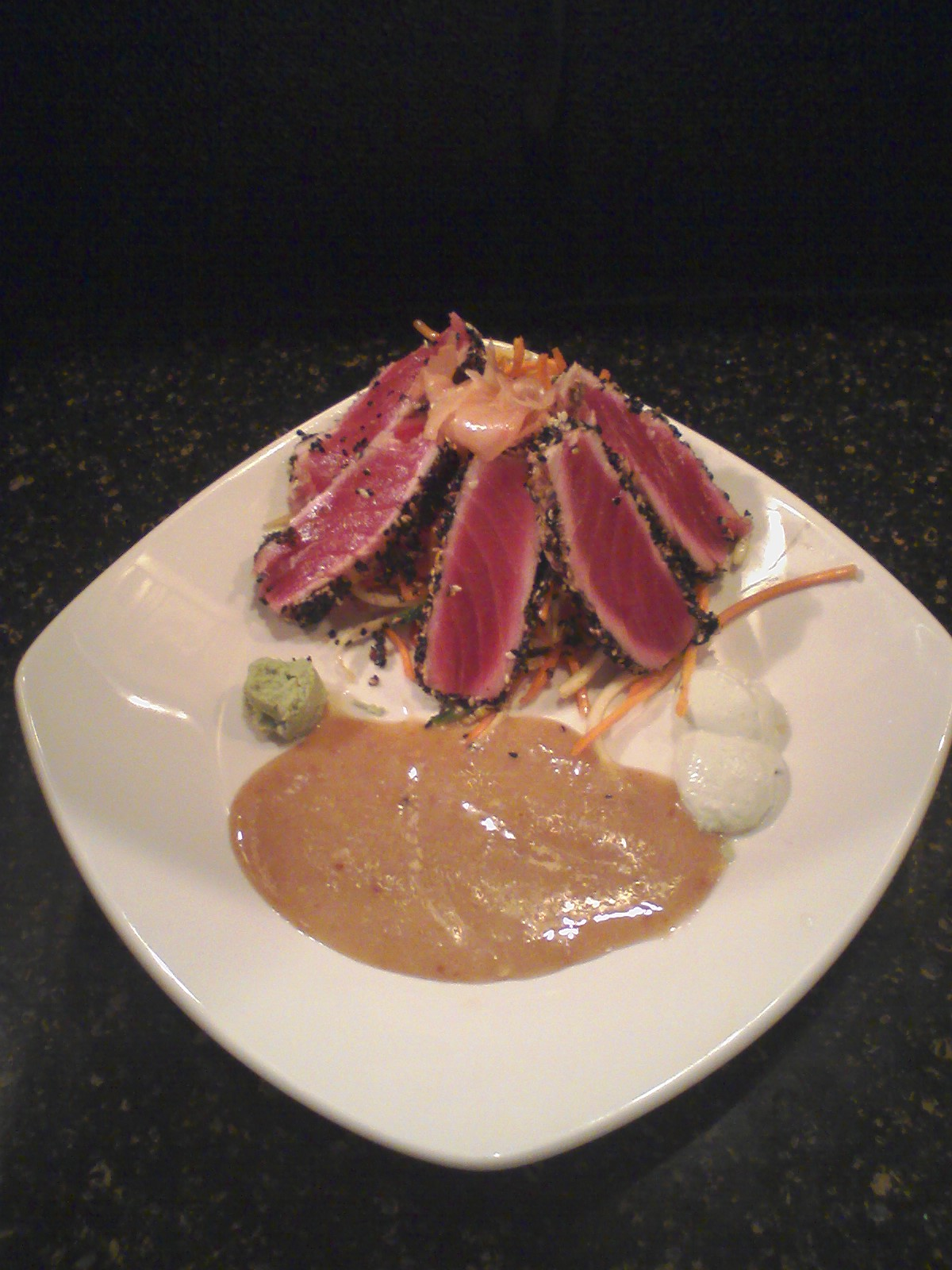

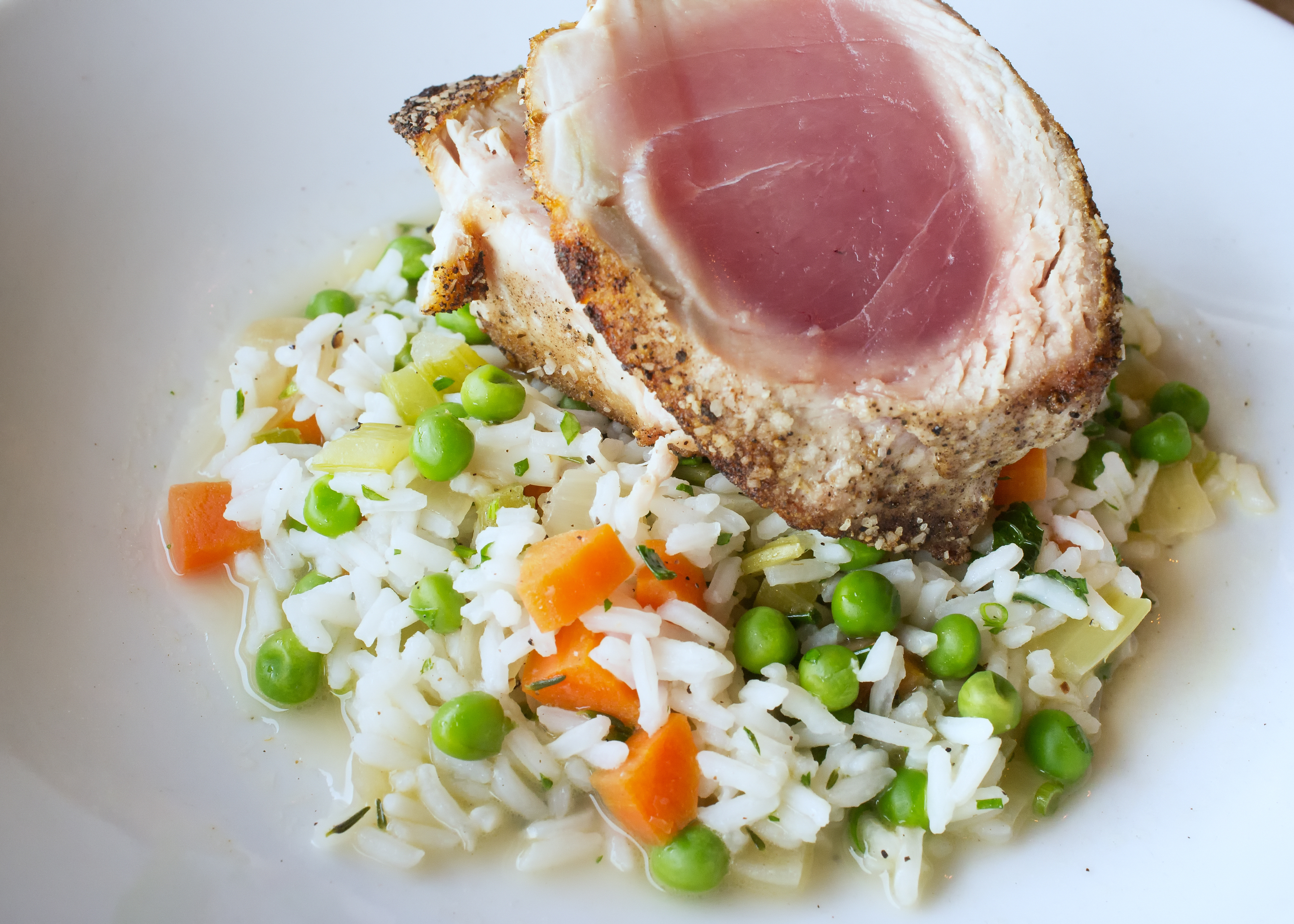

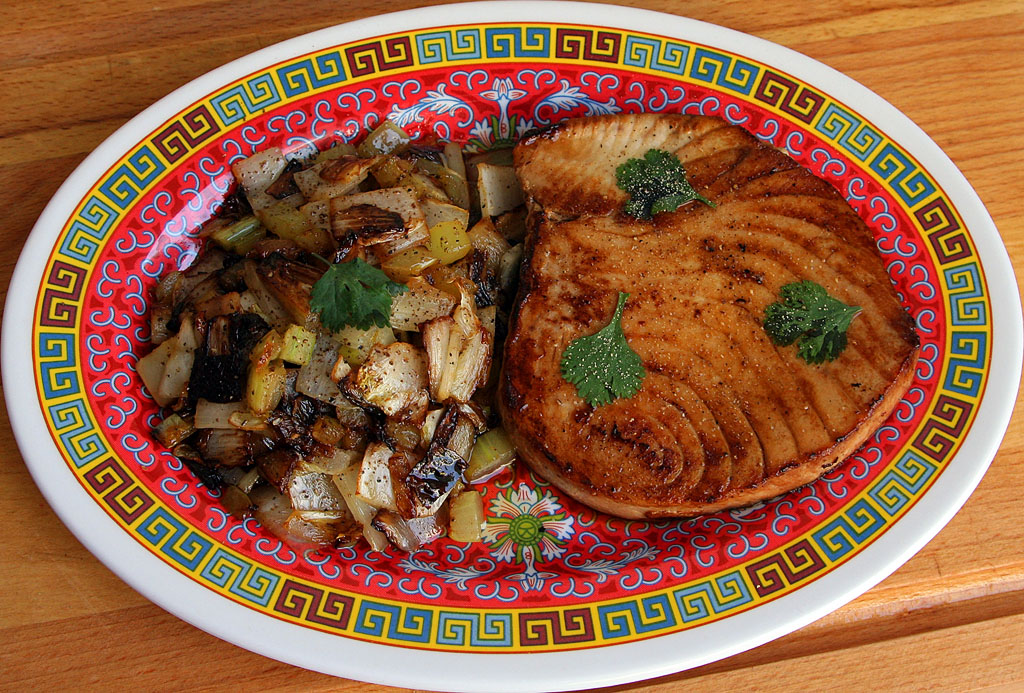

Según la Hawaii Seafood Buyers Guide (una guía de compradores de Hawái) el atún aleta amarilla se usa ampliamente en platos de pescado crudo, especialmente sashimi. Este pescado también es excelente para asar a la parrilla. El aleta amarilla a menudo es servido dorado o frito.
Los compradores de aleta amarilla reconocen dos grados: "grado Sashimi" y "otro", aunque se producen variaciones en la calidad de los últimos.
Diferentes guías de sostenibilidad de productos del mar llegan a conclusiones diferentes sobre si la pesca de aleta amarilla es sostenible. La Guía de productos del mar de Audubon (una guía sobre qué tipos de productos alimenticios marinos no son ecológicos) enumera el atún capturado por curricán como "OK", pero etiqueta los palangres capturados como "Tenga cuidado".
El aleta amarilla se está convirtiendo en un sustituto popular de los suministros severamente agotados de atún rojo del sur. 
En 2010, Greenpeace agregó el atún aleta amarilla a su lista roja de peces. La Lista Roja de Pescados de Greenpeace es una "lista de pescados que se venden comúnmente en los supermercados de todo el mundo y que tienen un riesgo muy alto de provenir de pesquerías insostenibles".
Es muy común su distribución enlatado, conociéndose comúnmente como 'atún claro'.